# Aioliops brachypterus
Aioliops brachypterus är en fiskart som beskrevs av Rennis och Hoese, 1987. Aioliops brachypterus ingår i släktet Aioliops och familjen Ptereleotridae. IUCN kategoriserar arten globalt som sårbar. Inga underarter finns listade i Catalogue of Life.